# Рибниця/Олішкань — Кишинів
Рибниця/Олішкань — Кишинів — один із газопроводів, які подають блакитне паливо до столиці Республіки Молдова.

## Історія
- Блакитне паливо подали до Кишинева ще у другій половині 1960-х років по трубопроводу із району Одеси, який отримував живлення від газотранспортного коридору Шебелинка — Одеса. За півтора десятиліття через північну частину Молдови пройшов газопровід Ананьїв — Богородчани, від якого ресурс подали до молдавської столиці по введеному в експлуатацію у 1984 році газопроводу Рибниця — Кишинів. Він мав довжину 91 км та був виконаний у діаметрі 530 мм. Робочий тиск системи становить 5,5 МПа при пропускній здатності 1,5 млрд м3 на рік.

- Під час розпаду СРСР у східних районах Молдови виник сепаратистський анклав ПМР, з яким певний час точилися бойові дії. При цьому обидва газопроводи, які постачали блакитне паливо до Кишинева, на початкових ділянках проходили через територію, контрольовану ПМР.
- У 1993 році було спороджено перемичку довжиною 27 км та діаметром 530 мм Олішкань — Сахарна, яка сполучила розташовану західніше від захопленої сепаратистами Рибниці ділянку газопроводу Ананьїв — Богородчани із трасою Рибниця — Кишинів[1][2]. Це дало змогу за умови реверсування трубопроводу Ананьїв — Богородчани подавати ресурс до Кишинева в обхід ПМР. Транспортування палива в такому випадку повинна була забезпечувати розташована далі на захід трасою Ананьїв — Богородчани компресорна станція Дрокія, котра отримала здатність перекачувати газ в обох напрямках[3].

## Особливості
- Наразі великими споживачами блакитного палива в столиці Молдови є ТЕЦ № 1 та ТЕЦ № 2.
- Варто відзначити, що блакитне паливо до Кишинева може також надходити по ще двом трубопроводам Токуз — Мерень та Унгени — Кишинів.